# Schinznach-Bad

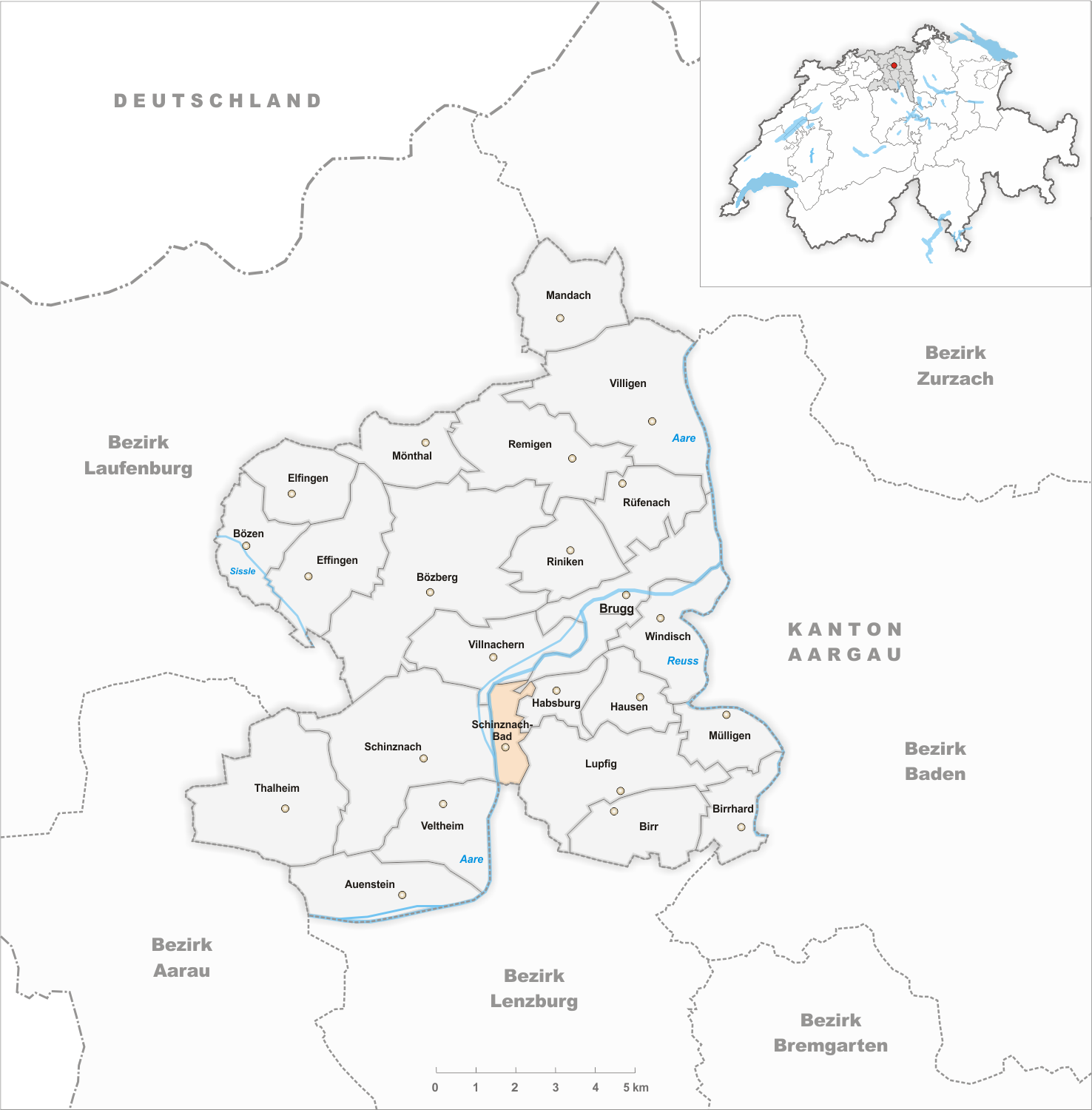
Gemeindestand vor der Fusion am 1. Januar 2020

Schinznach-Bad (schweizerdeutsch: ˈʃɪntsˌnɑχ pɑd) ist ein Dorf im Schweizer Kanton Aargau. Bis Ende 2019 war es eine eigenständige Einwohnergemeinde im Bezirk Brugg und fusionierte dann am 1. Januar 2020 mit dem benachbarten Brugg. Die Gemeinde, die bis 1938 Birrenlauf hiess, hat aufgrund der schwefelhaltigen Thermalquelle im Bad Schinznach eine grosse touristische Bedeutung.
Manchmal wird der ehemalige Gemeindename auch ohne Bindestrich geschrieben (so zum Beispiel im Amtlichen Gemeindeverzeichnis der Schweiz von 1986). Seit 2003 gilt die Version mit Bindestrich als offiziell korrekte Schreibweise.

## Geographie
Das Dorf liegt am rechten Ufer der Aare, auf halbem Weg zwischen Lenzburg und Brugg. Die Aare bildet die westliche Gemeindegrenze. Beim Stauwehr des Wasserkraftwerks nordwestlich des Dorfzentrums teilt sich die Aare in den Altlauf und den Oberwasserkanal. Dazwischen liegt die rund vier Kilometer lange und durchschnittlich 150 Meter breite Schacheninsel, die bis nach Brugg reicht. Schinznach-Bad selbst hat keinen Anteil an dieser durch angeschwemmtes Geschiebe entstandenen Insel. Die östliche Gemeindegrenze wird durch die steilen Abhänge von Scherzberg und Eihalden gebildet. Auf der Geländeterrasse über dem durch Flussauen geprägten Uferstreifen erstreckt sich das Dorf auf einer Länge von rund zwei Kilometern.
Die Fläche des ehemaligen Gemeindegebiets beträgt 190 Hektaren, davon sind 72 Hektaren mit Wald bedeckt und 90 Hektaren überbaut. Der höchste Punkt liegt auf dem Scherzberg auf 508 Metern, der tiefste auf 340 Metern an der Aare. Nachbargemeinden waren Villnachern im Norden, Brugg im Nordosten, Habsburg und Lupfig im Osten, Holderbank im Süden, Veltheim im Südwesten sowie Schinznach im Westen.

## Geschichte
Die erste urkundliche Erwähnung von Birrenlauf, wie die Gemeinde früher hiess, geht auf das Jahr 1064 zurück. Damals überschrieben die Habsburger die Höfe in Biralophon dem Kloster Muri, das nun die geistliche Hoheit ausübte. Der Ortsname stammt vom althochdeutschen (ze) bircholoufeon und bedeutet «bei den Birken-Wasserfällen». Das Dorf gehörte zum Eigenamt, dem ältesten Besitz der Habsburger, deren Stammsitz nur wenige Kilometer entfernt auf dem Wülpelsberg steht. 1397 übertrugen sie die Grund- und Gerichtsherrschaft an das Kloster Königsfelden in Windisch. 1415 eroberten die Stadt Bern den westlichen Aargau und fügten das Eigenamt ihren Untertanengebieten im Berner Aargau zu. Nach Einführung der Reformation im Jahr 1528 wurde das Kloster Königsfelden säkularisiert, woraufhin Bern das Eigenamt in die Landvogtei Königsfelden umwandelte und nun sämtliche Rechte ausübte.
1654 entdeckte man auf dem Gemeindegebiet von Schinznach eine schwefelhaltige Quelle, die allerdings 1670 durch eine Überschwemmung verschüttet wurde. Die Schinznacher Quelle wurde 1691 wiederentdeckt, diesmal aber auf der rechten Aareseite bei Birrenlauf. In der Folge entstanden zahlreiche Gebäude für den Kurbetrieb, das neue Heilbad wurde trotzdem nach Schinznach benannt. Das Kurbad war 1761 Gründungsort der Helvetischen Gesellschaft, die eine radikale Änderung der bestehenden Herrschaftsstrukturen anstrebte. 1798 war es dann soweit: Die von Frankreich unterstützte Helvetische Revolution beendete die Herrschaft der «Gnädigen Herren» von Bern. Seither gehört die Gemeinde zum Kanton Aargau.
Die politischen Wirren hatten jedoch kaum Einfluss auf den Kurbetrieb, der weiterhin florierte. Viele Gäste, die nach «Schinznach Bad» kamen, waren sich der Tatsache nicht bewusst, dass sie sich eigentlich in der Gemeinde Birrenlauf aufhielten. Als die Schweizerische Nordostbahn am 15. Mai 1858 den Bahnhof Schinznach Bad eröffnete und die Post später diesem Beispiel folgte, führte dies oft zu Verwechslungen. Aus diesem Grund benannte sich die Gemeinde 1938 offiziell in Schinznach-Bad um, während das ursprüngliche Schinznach den Zusatz «Dorf» erhielt. 1952 entstand am südlichen Ende der Schacheninsel ein Wasserkraftwerk. Während des 20. Jahrhunderts hat sich die Bevölkerung fast verzehnfacht.

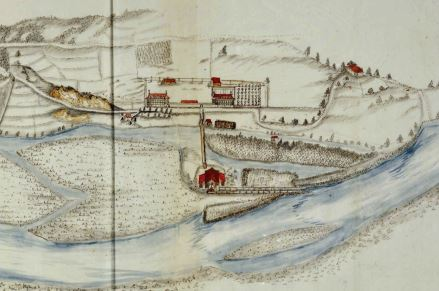
Ansicht vom Schintznachter Bad aus dem March-Buch von Samuel Bodmer (1710)
Bäder von Schinznach (1838)
Luftbild von 1964

Am 5. April 2009 stimmten die Stimmberechtigten von Schinznach-Bad einer Fusion mit den Nachbargemeinden Oberflachs, Schinznach-Dorf und Villnachern zur neuen Gemeinde Schenkenberg zu. Sie kam dennoch nicht zustande, weil Veltheim sie ablehnte. Das daraufhin initiierte Fusionsprojekt ohne Veltheim scheiterte bei einer Urnenabstimmung am 25. Oktober 2009 ebenfalls, als die Stimmbürger von Villnachern das Projekt ablehnten. Am 4. März 2018 stimmten die Stimmberechtigten von Schinznach-Bad einer geplanten Fusion mit Brugg knapp zu. Auch das Brugger Stimmvolk hat der Fusion per 1. Januar 2020 zugestimmt.

## Sehenswürdigkeiten

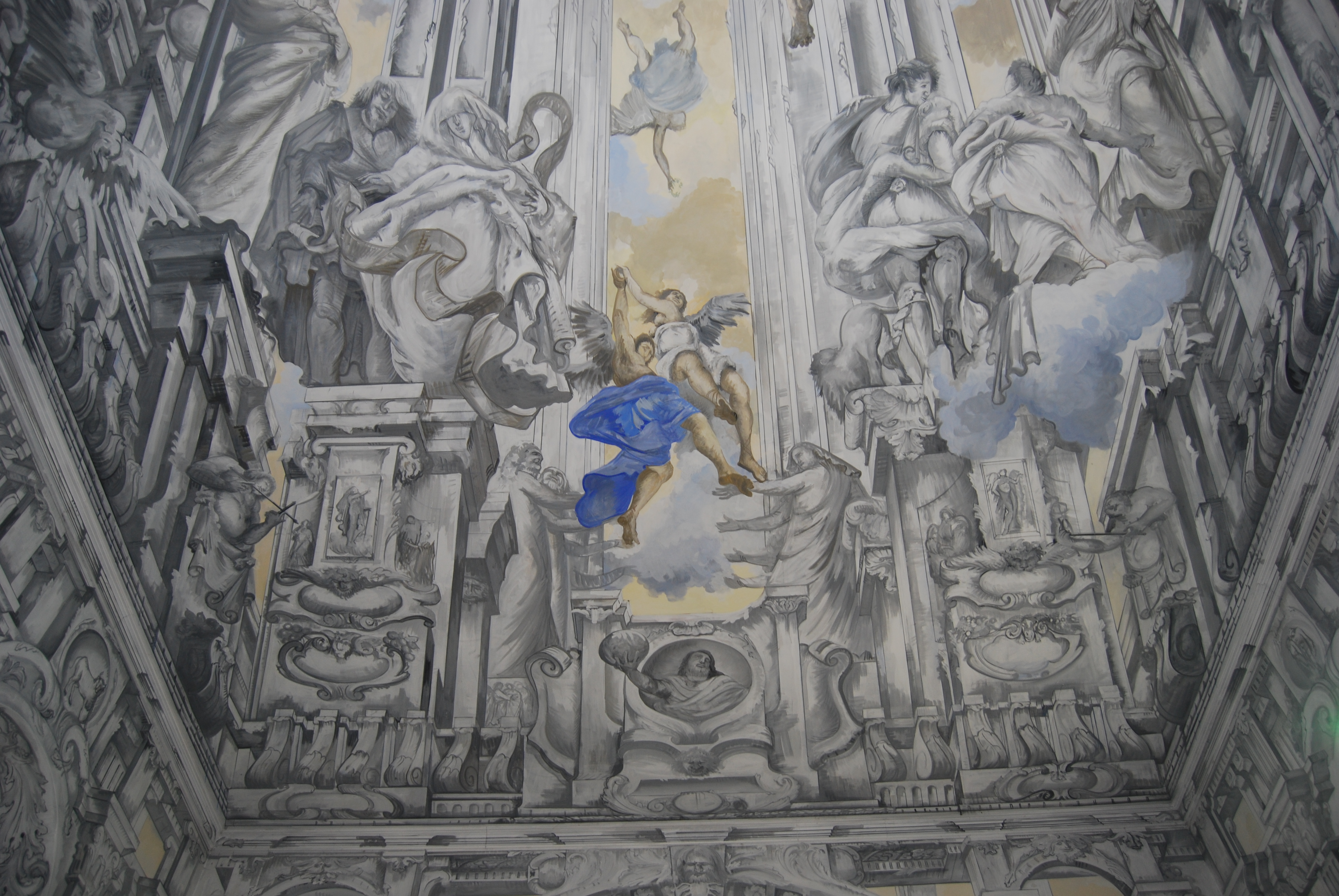
Decke der Kurkapelle

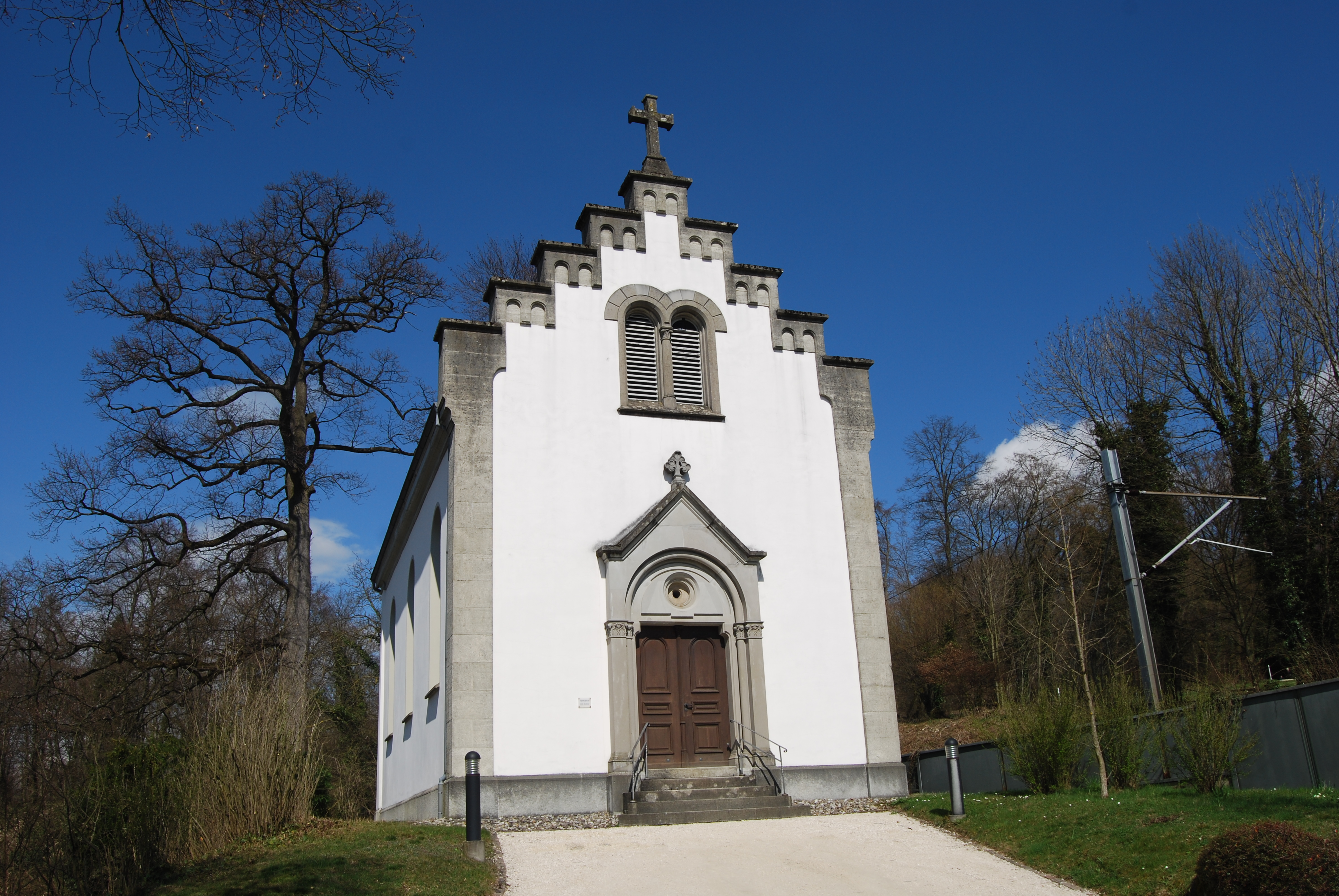
Kurkapelle im Bad Schinznach

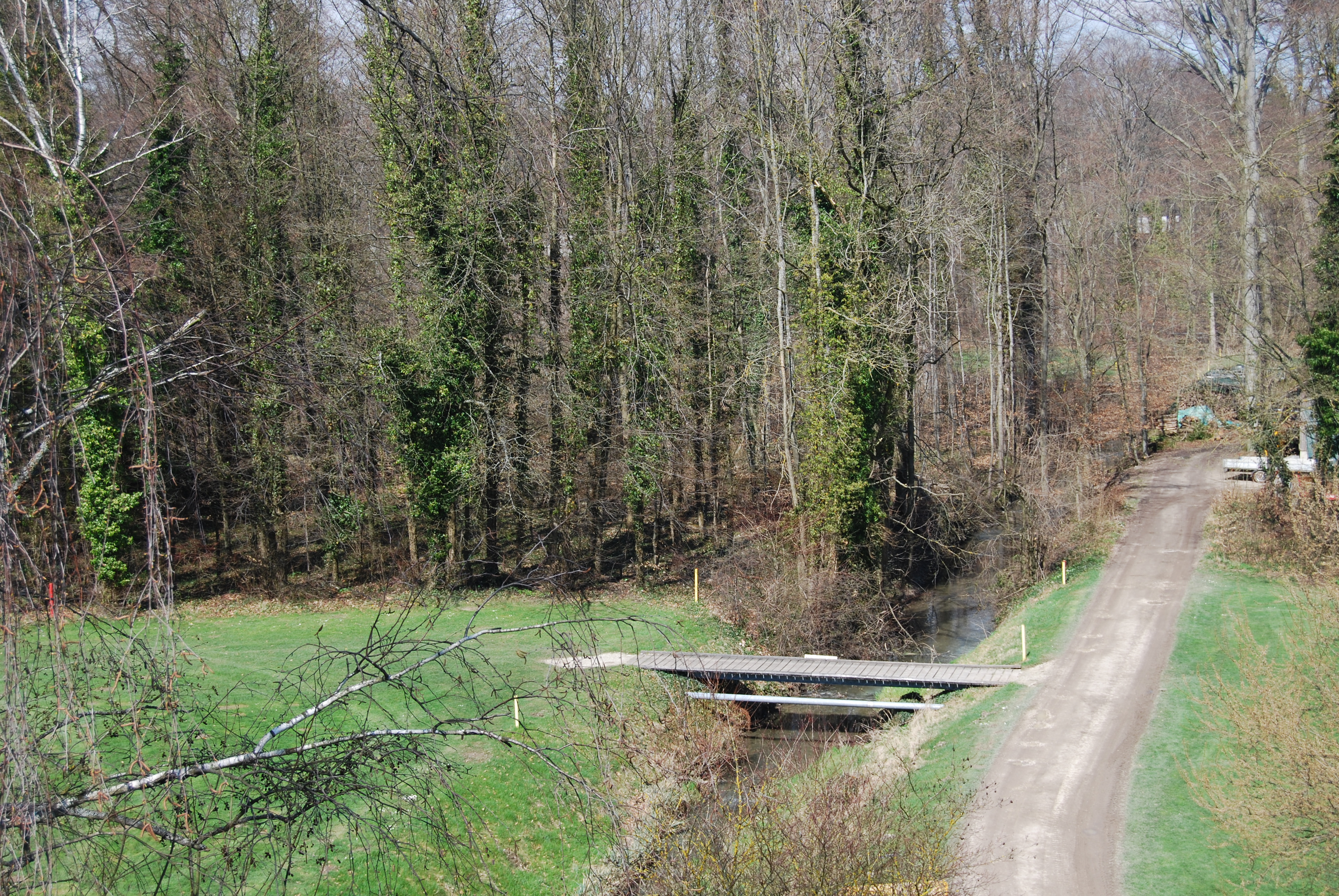
Auenwald im Norden von Schinznach-Bad

Im Bad Schinznach sind teilweise Gebäude aus den Anfangsjahren des Kurbetriebs erhalten geblieben. Der damalige Quellenbesitzer und Münsterbaumeister Samuel Jenner liess 1696 ein Gästehaus errichten, 1703/04 kam ein parallel verlaufendes Gegenstück dazu. Beide Gebäude wurden 1706/08 durch einen Querflügel miteinander verbunden. 1824/27 fügte der Architekt Hans Conrad Stadler einen halbkreisförmigen Rundbau im klassizistischen Stil an. Zum Park gehört die 1881 errichtete Kurkapelle, die mit Spenden von Kurgästen ausgebaut wurde und deren Inneres in surrealem Barock gehalten ist. Der Kurpark wurde von Evariste Mertens gestaltet.

## Wappen
Die Blasonierung des Gemeindewappens lautet: «In Blau über drei weissen Wellen steigender gelber Halbmond, beseitet von zwei fünfstrahligen gelben Sternen.» Die Gemeinde Birrenlauf, wie Schinznach-Bad früher hiess, führte seit 1872 auf dem Gemeindesiegel ein Wappen, das einen Fährmann auf einem Stechruderkahn zeigte, begleitet von zwei Birnen. Da das Motiv aus heraldischer Sicht fragwürdig war und mit dem neuen Namen der Gemeinde ohnehin nicht mehr übereinstimmte, wurde 1952 ein neues Wappen eingeführt. Die Wellen symbolisieren die Aare, während der Halbmond und die Sterne die volksetymologische Ortsnamensdeutung «schint z’Nacht» (scheint in der Nacht) ergeben.

## Bevölkerung
Die Einwohnerzahlen entwickelten sich wie folgt:
| Jahr      | 1764 | 1850 | 1900 | 1930 | 1950 | 1960 | 1970 | 1980 | 1990 | 2000 | 2010 |
| Einwohner | 90   | 210  | 149  | 325  | 450  | 711  | 1041 | 972  | 1214 | 1258 | 1216 |

Am 31. Dezember 2016 lebten 1321 Menschen in Schinznach-Bad, der Ausländeranteil betrug 30,7 %. Bei der Volkszählung 2015 bezeichneten sich 28,2 % als reformiert und 23,6 % als römisch-katholisch; 48,2 % waren konfessionslos oder gehörten anderen Glaubensrichtungen an. 80,8 % gaben bei der Volkszählung 2000 Deutsch als ihre Hauptsprache an, 5,6 % Serbokroatisch, 2,5 % Albanisch, je 2,0 % Italienisch und Türkisch, 1,8 % Spanisch sowie 1,1 % Französisch.

## Politik und Recht
Die Versammlung der Stimmberechtigten, die Gemeindeversammlung, übt die Legislativgewalt aus. Ausführende Behörde ist der fünfköpfige Gemeinderat. Er wird im Majorzverfahren vom Volk gewählt, seine Amtsdauer beträgt vier Jahre. Der Gemeinderat führt und repräsentiert die Gemeinde. Dazu vollzieht er die Beschlüsse der Gemeindeversammlung und die Aufgaben, die ihm vom Kanton zugeteilt wurden. Für Rechtsstreitigkeiten ist in erster Instanz das Bezirksgericht Brugg zuständig. Schinznach-Bad gehört zum Friedensrichterkreis VIII (Brugg).

## Wirtschaft
In Schinznach-Bad gibt es gemäss der im Jahr 2015 erhobenen Statistik der Unternehmensstruktur (STATENT) rund 1400 Arbeitsplätze, davon 12 % in der Industrie und 88 % im Dienstleistungssektor. Das wirtschaftliche Geschehen wird vor allem durch Bad Schinznach geprägt, das sich rund einen Kilometer nördlich des Dorfzentrums befindet. Dazu gehören die Privatklinik Im Park, die Rehabilitationsklinik «aarReha», das Kurhotel Im Park, die Thermalbäder Thermi spa und Aquarena fun, eine weitläufige Parkanlage sowie ein 9-Loch-Golfplatz. Ein weiterer wichtiger Arbeitgeber ist AMAG, der grösste Autoimporteur der Schweiz (sämtliche Marken der Volkswagen-Gruppe).

## Verkehr
Die stark befahrene Hauptstrasse 5, die direkte Verbindung zwischen Brugg im Norden und Aarau im Südwesten (rund 10'000 bis 15'000 Fahrzeuge pro Tag), durchquert das Dorf in Nord-Süd-Richtung. Von dieser zweigt die Kantonsstrasse 399 nach Lupfig ab. Die Autobahn A3 überquert etwa zwei Kilometer nördlich des Dorfes die Aare.
Durch Schinznach-Bad verläuft die Bahnstrecke Baden–Aarau eine der Ost-West-Hauptverbindungen der Schweizerischen Bundesbahnen. Die Haltestelle Schinznach Bad wird von der S-Bahn Aargau bedient.
Hinzu kommt eine Postautolinie vom Kurzentrum zum Bahnhof Brugg. An Wochenenden verkehrt die Nachtbuslinie N42 von Brugg über Schinznach und Thalheim nach Schinznach-Bad, Steinbruch.

## Bildung
Die Gemeinde verfügt über einen Kindergarten und eine Primarschule. Die Realschule und die Sekundarschule können in Veltheim besucht werden, die Bezirksschule ebenfalls in Schinznach-Dorf. Die nächstgelegenen Gymnasien sind die Kantonsschule Baden und die Kantonsschule Wettingen. Auf dem Thermalbadgelände befindet sich seit 1991 eine Ausbildungsstätte für Physiotherapie.

## Persönlichkeiten
- Samuel Abraham von Renner (1776–1850), schweizerisch-württembergischer Landwirtschaftsreformer